# Bremen (manga)
Pour les articles homonymes, voir Bremen.
 (mars 2015).
Si vous disposez d'ouvrages ou d'articles de référence ou si vous connaissez des sites web de qualité traitant du thème abordé ici, merci de compléter l'article en donnant les références utiles à sa vérifiabilité et en les liant à la section « Notes et références ».
Bremen : Les déjantés (無頼男－ブレーメン－, Buraidan burēmen) est un manga écrit et dessiné par Haruto Umezawa, traitant du milieu du hard rock. Il est prépublié entre 2000 et 2001 dans le magazine Weekly Shōnen Jump et est compilé en un total de neuf tomes. La version française est publiée par J'ai lu.

## Synopsis
Hino Reiji, 17 ans, est un fils délaissé par son père, riche homme d'affaires. Il décide de fuir pour aller jouer de la guitare rock à Tokyo. Il rencontrera Romio Kasuga, un jeune garçon révolté et violent qui l'influencera beaucoup, mais aussi Ryo Hayama, une batteuse transgenre et Run Fujii, un bassiste possédant l'oreille absolue et qui jouait dans un groupe sataniste. Il sera libéré par Romio, "l'ambassadeur de la liberté".

## Référence
Le titre fait référence au conte des frères Grimm Les Musiciens de Brême à plusieurs reprises, notamment au niveau du titre, Bremen étant le nom allemand de la ville de Brême. Un passage dans le manga y fait référence, en comparant chacun des membres à un des animaux du conte : Hino, avec sa coupe de cheveux, fait référence au coq, Romio avec son comportement déjanté au chien, Ryo est la chatte et Run est l'âne.

### Titres
- Vol. 1 : "Run Away !"
- Vol. 2 : "Tokyo"
- Vol. 3 : "My Way !"
- Vol. 4 : "Go ahead !"
- Vol. 5 : "Big Bang !"
- Vol. 6 : "Egoist"
- Vol. 7 : "Mémory 1"
- Vol. 8 : "Blue blood"
- Vol. 9 : "Friends"